# Antoine Danchin
Pour les articles homonymes, voir Danchin.
Antoine Danchin est un biologiste français, spécialiste de la génétique microbienne, né le 7 mai 1944.

## Travail scientifique
Antoine Danchin est ancien élève de l'École normale supérieure (promotion 1964 Sciences).
Ses travaux se sont concentrés dans le domaine de la génomique ; il a notamment proposé un programme de séquençage de la bactérie modèle Bacillus subtilis. Avec François Rechenmann, de l'Institut national de recherche en informatique et en automatique (INRIA) il a créé le premier groupement de recherche du Centre national de la recherche scientifique (CNRS) destiné à coordonner l'aspect informatique de la recherche sur les génomes (GDR 1029, Génome et Informatique). Directeur de recherche au CNRS et professeur à l'Institut Pasteur, il y a dirigé le Département Génomes et génétique. Il est membre de l'organisation européenne de biologie moléculaire, et membre du conseil de l'International Nucleotide Sequence Database Collaboration (INSDC composé de DDBJ, EMBL-EBI, et GenBank).
Il est le père du mathématicien Raphaël Danchin.

## Reconnaissance

### Décorations
- Chevalier de la Légion d'honneur (décret du 29 mars 2002[3])
- Chevalier de l'ordre national du Mérite (décret du 15 novembre 1997 [4])
- Officier de l'ordre des Palmes académiques (2024)[5]

### Distinctions
- Grand prix 2006 du Commissariat à l'énergie atomique remis par l'Académie des Sciences[6]
- Élu membre de l'Académie des Sciences (section biologie moléculaire et cellulaire, génomique) le 10 décembre 2013.

## Œuvres de vulgarisation
- Antoine Danchin, Ordre et dynamique du vivant, Paris, Éditions du Seuil, coll. « Sciences », 1978, 328 p.  (ISBN 978-2020047647)
- Antoine Danchin, L’œuf et la poule. Histoire du code génétique, Paris, Éditions Fayard, coll. « Le temps des sciences », 1983, 282 p.  (ISBN 978-2213013022)
- Antoine Danchin, Une aurore de pierres. Aux origines de la vie, Paris, Éditions du Seuil, 1990, 275 p.  (ISBN 978-2020121408)
- Antoine Danchin, La Barque de Delphes. Ce que révèle le texte des génomes, Paris, Éditions Odile Jacob, coll. « Sciences », 1998, 396 p.  (ISBN 978-2738105912)
- Antoine Danchin, Biologie morale, biologie immorale, Paris, Éditions Flammarion, 1999.  (ISBN 978-2082112437)